# Musée archéologique du Nivernais
Le musée archéologique du Nivernais est un musée situé à Nevers, en France. Il est situé rue de la porte du Croux.
Le musée est installé dans la porte du Croux, une tour médiévale de la fin du XIVe siècle. En 1847 elle est achetée par le baron Denis de Vertpré qui en fait don à la municipalité à sa mort, sous condition de restauration et d'y créer un musée des antiquités de la Nièvre.

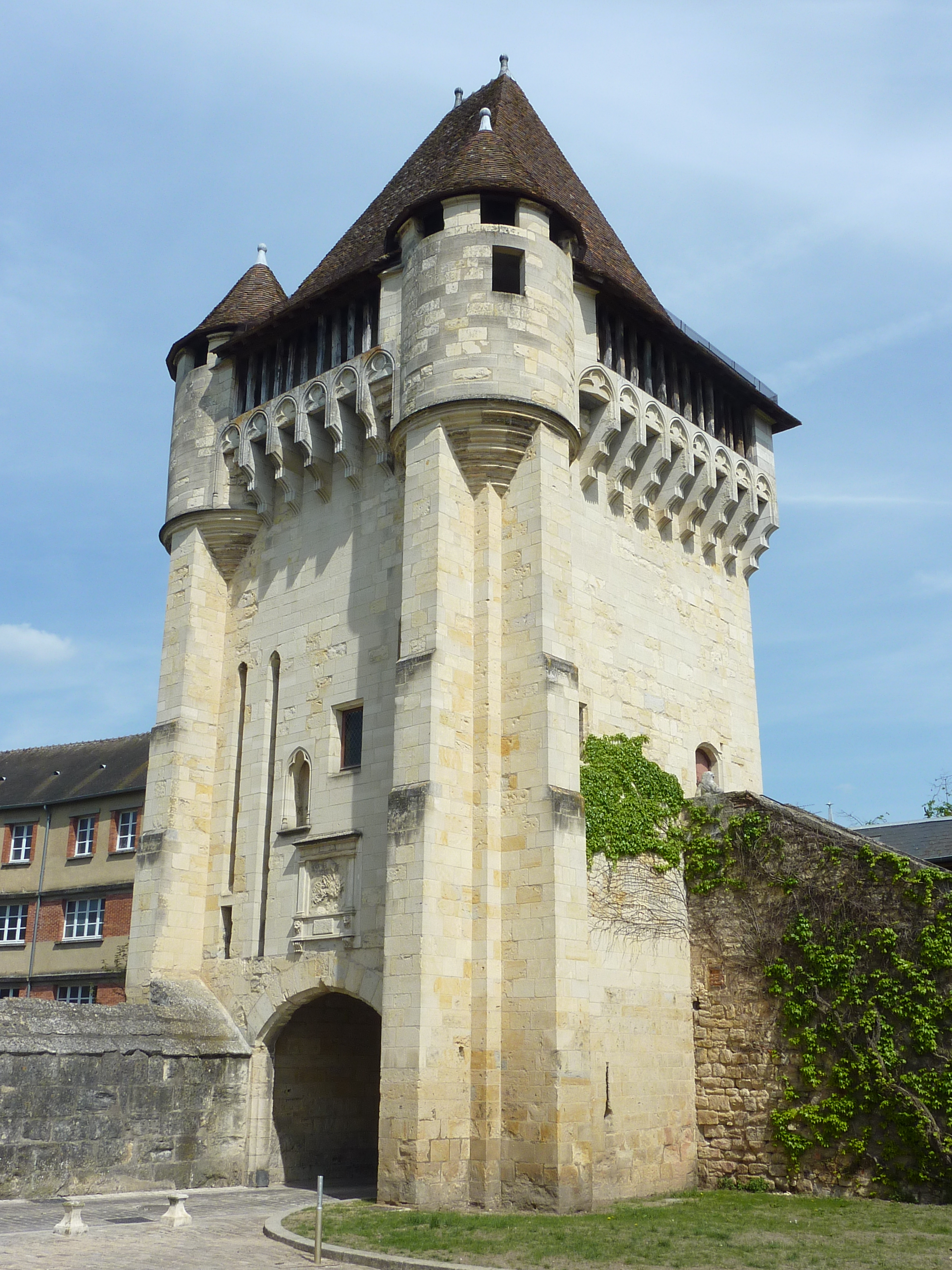
Vue d'ensemble de la porte du Croux.

## Collections
Le musée présente des antiquités grecques, romaines et médiévales et compte également une collection d'art religieux.